# Saratak
Saratak (armeniska: Սարատակ) är en ort i Armenien. Innan 1 juni 1940 hette orten Imrchan. Den ligger i provinsen Sjirak, i den västra delen av landet, 80 kilometer nordväst om huvudstaden Jerevan. Saratak ligger 1 560 meter över havet och antalet invånare är 1 115.
Terrängen runt Saratak är platt åt nordost, men åt sydväst är den kuperad. Runt Saratak är det ganska tätbefolkat, med 129 invånare per kvadratkilometer.. Närmaste större samhälle är Gjumri, 13,9 kilometer norr om Saratak.
Trakten runt Saratak består i huvudsak av gräsmarker.